# Сатуратор

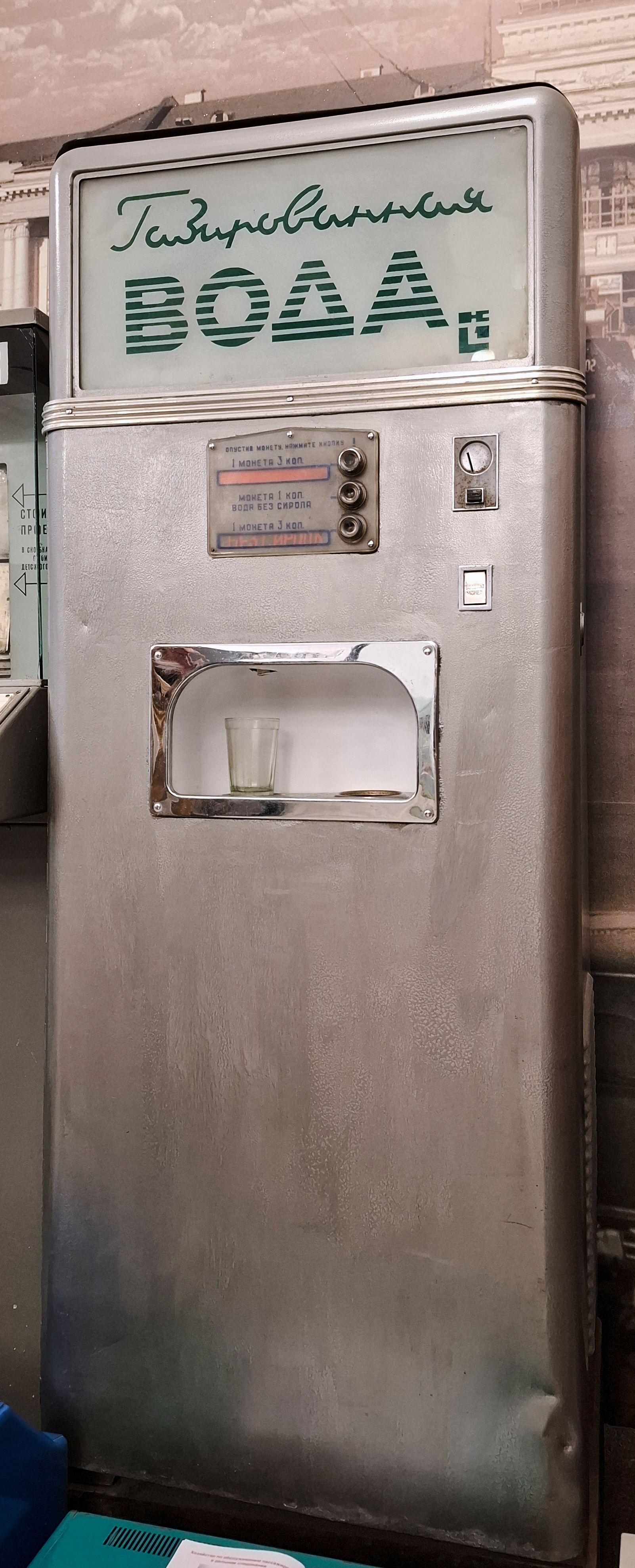
Уличный сатуратор в экспозиции Музея истории, науки и техники Свердловской железной дороги

Сатуратор (от лат. saturo — насыщать) — аппарат, позволяющий под давлением насыщать воду углекислым газом. Процесс насыщения жидкости газом может производиться механическим перемешиванием, барботированием или разбрызгиванием жидкости в газе.
Первому создать газированную воду удалось английскому химику Джозефу Пристли в 1767 году. Это произошло после экспериментов с газом, выделяющимся при брожении в чанах пивоваренного завода. Далее швед Тоберн Бергман в 1770 году сконструировал аппарат, позволяющий под давлением, с помощью насоса, насыщать воду углекислыми пузырьками и назвал его сатуратором.

## Устройство
Под сатурацией подразумевают процесс растворения любого газа в воде. Название пришло из латыни, перевод звучит как «насыщать». Если речь идёт о CO2, то принят термин «карбонизация».
Устройство сатураторного узла зависит от конструктивных особенностей, но в целом представляет собой колонку, где вода встречается с газом, насос для нагнетания давления, электрическую схему, систему управления. Очищенная и охлаждённая вода находится в водосборнике. Туда по трубкам под высоким давлением, около 0,45 МПа, подаётся газ, растворяется в жидкости. Внизу колонки вмонтирован слив, через него вытекает готовая шипучая жидкость.
Есть варианты агрегатов, где подаётся жидкость по трубкам, распыляется и смешивается с CO2. В итоге получается карбонизация большей степени. Субъективно чистая вода воспринимается как более насыщенная газом, чем вода с сиропом.

## Сатураторщик
Сатураторщик — работник, обслуживающий установку по приготовлению газированной воды. Сатураторщик заполняет сатуратор водой и углекислым газом из баллонов в соответствующих пропорциях. Следит за охлаждением и насыщением воды углекислотой по показаниям измерительных приборов. Раздаёт газированную воду. Осуществляет химическое промывание установки и арматуры. Устраняет мелкие неисправности в работе оборудования и аппаратуры.
Сатураторщик должен знать:
- Устройство и назначение контрольно-измерительных приборов и арматуры
- Нормы расходов химикатов
- Последовательность приготовления газированной воды
- Способы зарядки установок и правила их регулировок
- Санитарно-гигиенический минимум

### Квалификационные требования
Профессию сатураторщика получают после обучения непосредственно на производстве, на основе базового или неполного базового общего среднего образования.
Требований к стажу работы не имеется.
Код профессии по ОКПДТР
| Код   | КЧ | Наименование профессии | Диапазон тарифных разрядов | Код выпуска ЕТКС | Код по ОКЗ |
| ----- | -- | ---------------------- | -------------------------- | ---------------- | ---------- |
| 18114 | 0  | Сатураторщик           | 0                          | -                | 7415.2     |